# Raufoss IL
Raufoss Idrettslag Fotball – norweski klub piłkarski, grający w 1. divisjon, mający siedzibę w mieście Raufoss.

## Historia
Klub został założony 10 lutego 1918. W 1937 roku klub po raz pierwszy awansował do pierwszej ligi norweskiej. W najwyższej klasie rozgrywkowej spędził łącznie 10 sezonów. Po raz ostatni grał w niej w 1974 roku (stan na maj 2016).

## Stadion
Od 1918 roku domowym obiektem klubu był Raufoss Stadion. W 1999 roku niedaleko tego stadionu oddano do użytku również halę z pełnowymiarowym boiskiem piłkarskim, tzw. Raufoss Storhall. Ponieważ stary stadion z czasem przestał spełniać wymogi licencyjne, od 2008 roku klub rozgrywał swoje mecze wyłącznie na hali. W 2015 roku pomiędzy halą i starym stadionem otwarto natomiast nowy Nammo Stadion, który stał się nowym obiektem Raufoss IL. Stadion ten może pomieścić 2500 widzów.

## Historia występów w pierwszej lidze
| Sezon     | Pozycja                   | M  | Pkt. | Z | R | P  | GZ | GS |
| --------- | ------------------------- | -- | ---- | - | - | -- | -- | -- |
| 1937/1938 | 5. (Dystrykt III)         | 13 | 12   | 6 | 1 | 5  | 27 | 26 |
| 1938/1939 | 5. (Dystrykt III)         | 12 | 9    | 3 | 3 | 6  | 15 | 32 |
| 1939/1940 | 7. (Dystrykt III)         | 9  | 3    | 1 | 1 | 7  | 15 | 29 |
| 1947/1948 | 2. (Dystrykt III, spadek) | 12 | 13   | 6 | 1 | 5  | 32 | 23 |
| 1957/1958 | 5. (Grupa A)              | 14 | 14   | 7 | 0 | 7  | 35 | 30 |
| 1958/1959 | 5. (Grupa B)              | 14 | 15   | 5 | 5 | 4  | 24 | 19 |
| 1959/1960 | 7. (Grupa B, spadek)      | 14 | 8    | 2 | 4 | 8  | 20 | 36 |
| 1964      | 10. (spadek)              | 18 | 10   | 3 | 4 | 11 | 22 | 40 |
| 1973      | 8.                        | 22 | 21   | 7 | 7 | 8  | 21 | 26 |
| 1974      | 12. (spadek)              | 22 | 6    | 1 | 4 | 17 | 16 | 51 |

## Reprezentanci kraju grający w klubie
Stan na maj 2016.
| - Morten Bakke - John Anders Bjørkøy - Knut Dahlen - Svein Grøndalen - Stein Kollshaugen - Svein Bredo Østlien - Jarl-André Storbæk - Pål Strand - Roy Strandbakke - Gary Hamilton - Kristinn Hafliðason | - Haraldur Ingólfsson - Einar Tómasson - Tómas Tómasson - George Midenyo - Albert Cole - David Simbo - Johan Arneng - Christian Hemberg - Dime Jankulovski - Marino Rahmberg |

## Skład na sezon 2016
| Nr | Poz. | Piłkarz                  |
| -- | ---- | ------------------------ |
| 1  | BR   | Ole Kristian Lauvli      |
| 2  | OB   | Andreas Wrele            |
| 3  | OB   | Markus Rolandsen         |
| 4  | OB   | Steffen Hjelmtvedt       |
| 5  | OB   | Aaron Jones              |
| 6  | OB   | Aleksander Solli         |
| 7  | NA   | Rocky Lekaj              |
| 8  | PO   | Lars Johan Kollshaugen   |
| 9  | NA   | Anton Henningsson        |
| 10 | PO   | Alonso Sanchez           |
| 11 | OB   | Petter Senstad           |
| 12 | BR   | Christopher Lund Tronhus |

| Nr | Poz. | Piłkarz                 |
| -- | ---- | ----------------------- |
| 13 | BR   | Andreas Heggen          |
| 14 | PO   | Håvard Lysvoll          |
| 15 | OB   | Marius Svanberg Alm     |
| 16 | PO   | Gondra                  |
| 17 | PO   | Håvard Nome             |
| 18 | NA   | Almir Aganspahić        |
| 19 | PO   | Abdel El Moussasoui     |
| 20 | PO   | Fredrik Greve Monsen    |
| 21 | PO   | Nicolay Fremstad        |
| 22 | PO   | Martin Heiberg          |
| 23 | PO   | Kristian Lønstad-Onsrud |
| 26 | NA   | Ole Thomas Skogli       |